# Новая национальная партия (ЮАР)
Но́вая национа́льная па́ртия (англ. New National Party, африк. Nuwe Nasionale Party) — южноафриканская консервативная политическая партия, сформированная в 1997 году, когда Национальная партия вышла из состава совместного с Африканским национальным конгрессом Правительства национального единства, сменив своё название. Смена названий была попыткой дистанцироваться от апартеидского прошлого партии и выйти на новый, обновлённый курс умеренной, нерасистской федеральной партии. Однако в 2005 году в ходе голосования был решён вопрос о роспуске партии.
Первым лидером партии был Фредерик де Клерк, восьмой президент ЮАР, лауреат Нобелевской премии мира наряду с Нельсоном Манделой, за его роль в демонтаже апартеида. После де Клерка партией руководил Мартинус ван Скалквейк вплоть до роспуска и слияния с Африканским национальным конгрессом.
У Новой Национальной партии была проблема в нахождении своего места в постапартеидном политическом пространстве Южной Африки. ННП преследовало её наследие партии, поддерживавшей режим апартеида, и ННП оказалась неспособной решить, быть ли в политическом союзе с АНК или в оппозиции. Эта проблема и привела к распаду её альянса с Демократической партией. В 2005 году все депутаты от ННП перешли в АНК.